# Seznam šol v Gorici
Seznam šol v Občini Gorica, Furlanija - Julijska krajina, Italija.
| Naziv                                         | Naziv                                              | Naziv                                                     | Naslov                     |
| Osnovne šole                                  | Osnovne šole                                       | Osnovne šole                                              | Osnovne šole               |
| --------------------------------------------- | -------------------------------------------------- | --------------------------------------------------------- | -------------------------- |
| Osnovna šola Otona Župančiča                  | Osnovna šola Otona Župančiča                       | Scuola elementare "Oton Župančič"                         | Ul. vrta, 21               |
| Osnovna šola Frana Erjavca                    | Osnovna šola Frana Erjavca                         | Scuola elementare "Fran Erjavec"                          | Ul. Debele griže, 159      |
| Osnovna šola Josipa Abrama                    | Osnovna šola Josipa Abrama                         | Scuola elementare "Josip Abram"                           | Pevma, 1                   |
| Osnovna šola Edmonda De Amicisa               | Osnovna šola Edmonda De Amicisa                    | Scuola elementare "Edmondo De Amicis"                     | Rimska ul., 32             |
| Osnovna šola Giovannija Ferrettija            | Osnovna šola Giovannija Ferrettija                 | Scuola elementare "Giovanni Ferretti"                     | Zadrska ul., 17            |
| Osnovna šola Francesca Rismonda               | Osnovna šola Francesca Rismonda                    | Scuola elementare "Francesco Rismondo"                    | Svevova ul., 5             |
| Osnovna šola Giuseppeja Ungarettija           | Osnovna šola Giuseppeja Ungarettija                | Scuola elementare "Giuseppe Ungaretti"                    | Ciprianijeva ul., 69       |
| Osnovna šola generala Abelarda Pecorinija     | Osnovna šola generala Abelarda Pecorinija          | Scuola elementare "Abelardo Pecorini"                     | Gramscijeva ul., 2         |
| Osnovna šola Vita Fumagallija                 | Osnovna šola Vita Fumagallija                      | Scuola elementare "Vito Fumagalli"                        | Kapelska ul., 7            |
| Osnovna šola Elise Frinta                     | Osnovna šola Elise Frinta                          | Scuola elementare "Elisa Frinta"                          | Codellijeva ul., 16        |
| Osnovna šola sv. Angele Merici                | Osnovna šola sv. Angele Merici                     | Scuola elementare "Sant'Angela Merici"                    | Palladiova ul., 6          |
| Srednje šole prve stopnje                     |                                                    |                                                           |                            |
| Srednja šola Ivana Trinka                     | Srednja šola Ivana Trinka                          | Scuola media "Ivan Trinko"                                | Grabiziova ul., 38         |
| Srednja šola Leopolda Perca                   | Srednja šola Leopolda Perca                        | Scuola media "Perco"                                      | Rimska ul., 32             |
| Srednja šola Vittoria Locchija                | Srednja šola Vittoria Locchija                     | Scuola media "Vittorio Locchi"                            | Culiatov trg, 2            |
| Srednja šola Graziadia Isaia Ascolija         | Srednja šola Graziadia Isaia Ascolija              | Scuola media "Graziadio Isaia Ascoli"                     | Mascagnijeva ul., 9        |
| Srednje šole druge stopnje                    |                                                    |                                                           |                            |
| Sl. licejski pol                              | Klasični licej Primoža Trubarja                    | Liceo classico "Primož Trubar"                            | Puccinijeva ul., 14        |
| Sl. licejski pol                              | Znanstveni in humanistični licej Simona Gregorčiča | Liceo linguistico e delle scienze umane "Simon Gregorčič" | Puccinijeva ul., 14        |
| Sl. tehnični pol                              | Tehnični in ekonomski zavod Žige Zoisa             | Istituto tecnico economico "Žiga Zois"                    | Puccinijeva ul., 14        |
| Sl. tehnični pol                              | Tehnični in tehnološki zavod Jurija Vege           | Istituto tecnico tecnologico "Jurij Vega"                 | Puccinijeva ul., 14        |
| It. licejski pol                              | Klasični licej Danteja Alighierija                 | Liceo classico "Dante Alighieri"                          | Drevored 20. septembra, 11 |
| It. licejski pol                              | Jezikovni in humanistični licej Scipia Slataperja  | Liceo linguistico e delle scienze umane "Scipio Slataper" | Diazova ul., 20            |
| It. licejski pol                              | Znanstveni licej Vojvode Abrucev                   | Liceo scientifico "Duca degli Abruzzi"                    | Trg Divizije »Julia«, 5    |
| It. strokovni pol                             | Strokovni zavod Ranierija Maria Cossarja           | Istituto professionale "Ranieri Mario Cossar"             | Vergilov drevored, 2       |
| It. strokovni pol                             | Strokovni zavod Leonarda da Vincija                | Istituto professionale "Leonardo da Vinci"                | Vergilov drevored, 2       |
| Umetniški licej Maksa Fabianija               | Umetniški licej Maksa Fabianija                    | Liceo artistico "Max Fabiani"                             | Trg zlatih medalj, 2       |
| It. tehnični pol                              | Tehnični in ekonomski zavod Enrica Fermija         | Istituto tecnico economico "Enrico Fermi"                 | Puccinijeva ul., 22        |
| It. tehnični pol                              | Tehnični in tehnološki zavod Galilea Galileia      | Istituto tecnico tecnologico "Galileo Galilei"            | Puccinijeva ul., 22        |
| It. tehnični pol                              | Tehnični in tehnološki zavod Nikolausa Pacassija   | Istituto tecnico tecnologico "Nicolò Pacassi"             | Puccinijeva ul., 22        |
| Licej in tehnični zavod Gabrieleja D'Annunzia | Licej in tehnični zavod Gabrieleja D'Annunzia      | Liceo e istituto tecnico "Gabriele D'Annunzio"            | Brassova ul., 22           |